# Rana chiricahuensis
Rana chiricahuensis là một loài ếch trong họ Ranidae. Chúng được tìm thấy ở México và Hoa Kỳ. Các môi trường sống tự nhiên của chúng là các khu rừng ôn hòa, sông, sông lúc khô lúc đầy, đầm lầy, hồ nước ngọt, hồ nước ngọt lúc đầy lúc cạn, đầm lầy nước ngọt, đầm lầy nước ngọt lúc đầy lúc cạn, suối nước ngọt, ao hồ, và các khu đào bới. Loài này đang bị đe dọa do mất môi trường sống và nấm chytrid fungus Batrachochytrium dendrobatidis đến mức chúng đã giảm sút 80% ở những nơi sinh sống cuc.

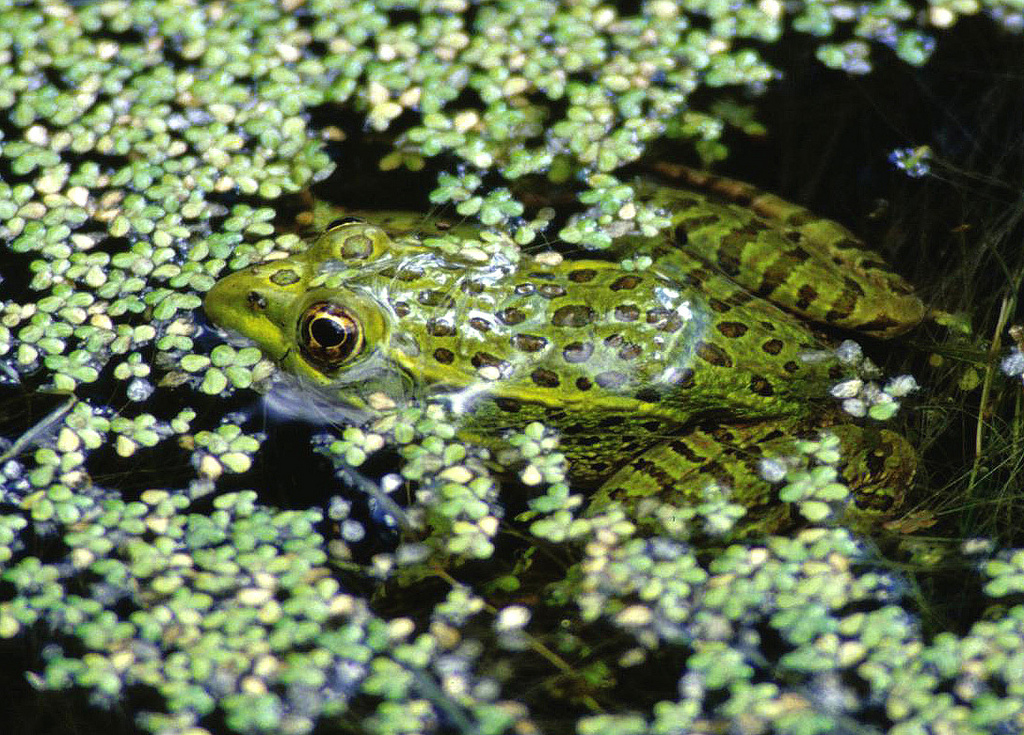